# Karl Bonatz

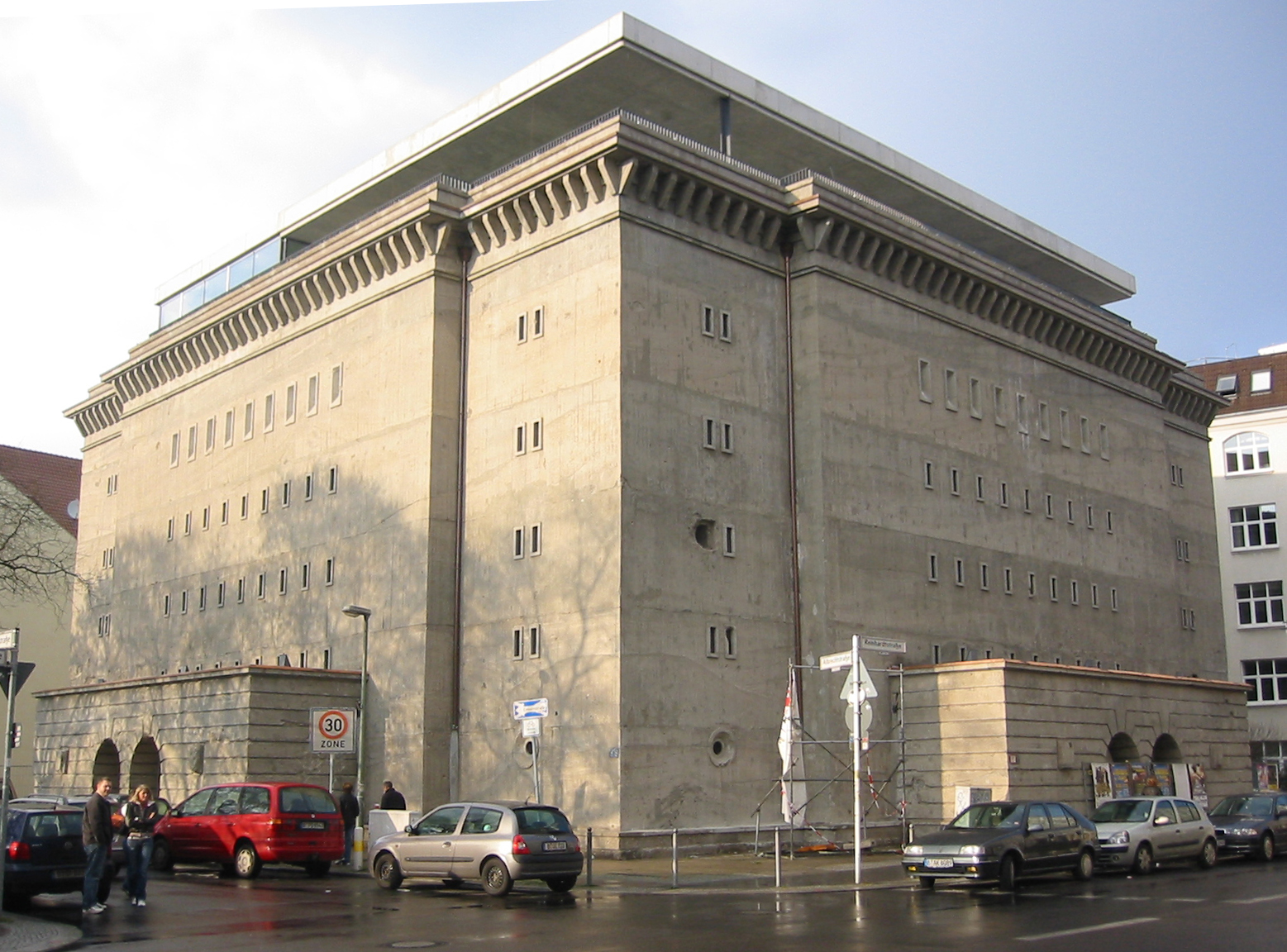
Der Reichsbahnbunker Friedrichstraße

Karl Nikolaus Bonatz (* 6. Juli 1882 in Rappoltsweiler (Elsass); † 24. September 1951 in Berlin) war ein deutscher Architekt und Baubeamter, von 1927 bis 1937 Magistratsoberbaurat, seit Ende 1946 Nachfolger von Stadtbaurat Hans Scharoun und ab 1949 Stadtbaudirektor in Berlin.

## Leben
Karl Bonatz wurde als jüngerer Bruder von Paul Bonatz geboren; er studierte zwischen 1899 und 1904 an der Technischen Hochschule Karlsruhe, der Technischen Hochschule München und der Technischen Hochschule Stuttgart Architektur. Nach der Fertigstellung der Krankenhausbauten in Straßburg (gemeinsam mit seinem Bruder Paul) wurde er 1915  Kriegsfreiwilliger Soldat. Ab 1919 arbeitete er bis zu seiner Ausweisung 1921 wieder in Straßburg als freier Architekt. Nach anschließender vierjähriger Tätigkeit als selbständiger Architekt in Stuttgart übernahm er von 1926 bis 1927 Aufgaben bei der Provinzialbauverwaltung der preußischen Provinz Sachsen in Merseburg. Anschließend arbeitete Bonatz in Berlin-Neukölln bei der städtischen Bauverwaltung und richtete dann ein eigenes Architekturbüro in Berlin ein.
1938 wurde Bonatz in die Reichskammer der bildenden Künste aufgenommen, was die Voraussetzung für eine selbständige Berufsausübung war. 1940 begann seine Tätigkeit beim Generalbauinspektor für die Reichshauptstadt Albert Speer, Abteilung III (Bunkerbauten). Ein Beispiel für seine Bunkerplanungen ist in Berlin-Mitte der Reichsbahnbunker Friedrichstraße. Die scherzhafte bzw. ironische Betitelung von Bonatz als „Oberbunkerbaurat“ wird auf eine Äußerung Speers zurückgeführt.
Nach ihm wird der 1945 entwickelte Wiederaufbauplan für Berlin „Bonatzplan“ genannt.
Im demokratisch gewählten Magistrat Ostrowski wurde Bonatz im Dezember 1946 Hans Scharouns Nachfolger als Stadtbaurat. In seinem Wiederaufbauplan sah Bonatz die Erhaltung des Berliner Schlosses vor.
Nachdem er 1949 Stadtbaudirektor der Abteilung Wohnen und Bauen von West-Berlin geworden war, wurde er 1951 aus gesundheitlichen Gründen in den Ruhestand versetzt.
Er war Mitglied im Künstler- und Literatenkreis in Chorin, in der Deutschen Akademie für Städtebau und Landesplanung und Mitglied in der Sozialdemokratischen Partei Deutschlands (SPD).

## Bauten (Auswahl)
- 1903: Wettbewerbsentwurf für das Amtsgericht Mainz (gemeinsam mit Paul Bonatz) (ausgeführt durch die staatliche Hochbauverwaltung bis 1906)
- 1904–1906: Johanniterschule in Rottweil (gemeinsam mit Paul Bonatz)
- 1905–1914: Krankenhaus in Straßburg (gemeinsam mit Paul Bonatz)
- 1927–1931: Obdachlosennachtasyl in Berlin-Neukölln, Teupitzer Straße 36–42 (gemeinsam mit A. Reichle) (Teil der Bauausstellung Berlin 1931)[2]
- 1928: Gewerbeschule (heutige Fachhochschule) in Geislingen an der Steige (gemeinsam mit Paul Bonatz)
- 1934–1939: Gemischte Gemeindeschule Berlin-Britz (Nord), Onkel-Bräsig-Straße (heutige Fritz-Karsen-Schule Berlin)[3]
- 1942:  Luftschutzbunker in der Albrechtstraße in Berlin-Mitte, heute Sammlung Boros

## Entwürfe (Auswahl)
- 1936–1939: zweiter Bauabschnitt der Matthias-Claudius-Grundschule in Berlin-Kreuzberg, Köpenicker Straße (erster Bauabschnitt 1933–1936 von Richard Ermisch)
- 1938–1939: Erweiterung des Wohngebietes Berlin-Charlottenburg-Nord
- o. J.: Schule am Efeuweg in Berlin-Britz
- o. J.: Gemeindeschule in Berlin-Britz-Süd